# Encefalopatia traumática crônica

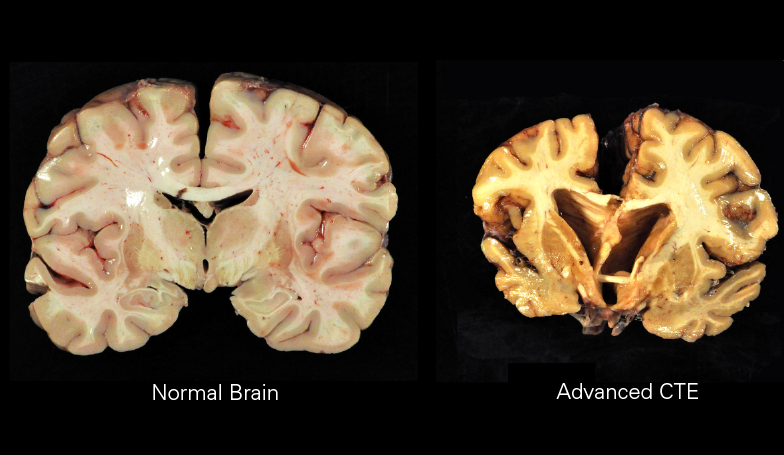
Um cérebro normal (esquerda) e outro com ETC avançado (direita).

A Encefalopatia Traumática Crónica (ETC), também conhecida como demência pugilística ou Síndrome Boxer, é uma doença neurodegenerativa progressiva, causada por repetidos golpes na cabeça. Esta é caracterizada clinicamente por declínio cognitivo, alterações de comportamento, problemas de memória e sinais parkinsonianos como tremores, falta de coordenação e problemas com a fala. Pacientes diagnosticados com esta enfermidade também estão propensos a irritabilidade.
Em 1928, o médico norte-americano Harrison Martland descreveu pela primeira vez sintomas como perda de memória, mudanças de personalidade e alterações motoras semelhantes à doença de Parkinson em ex-boxeadores. Ele, então, batizou a doença de demência pugilística. Noventa por cento de todos os casos registrados desde então foram observados em atletas.
Pensa-se que esta enfermidade afeta mais de 15% de lutadores profissionais de esportes de combate, tais como pugilismo, muay thai, kickboxing, MMA e futebol americano.
Até 2002, a doença era conhecida apenas por demência pugilística, pois havia sido detectada somente em lutadores. Neste ano, nos Estados Unidos, foi descrito o primeiro caso da doença em um jogador da NFL, a liga de Futebol Americano do país. Então, a partir desse caso, a doença passou a se chamar Encefalopatia Traumática Crônica (ETC).
Foi o Dr. Bennet Omalu, um médico nigeriano-americano responsável por esta descoberta durante autópsias: os jogadores de futebol americano tinham uma grande probabilidade de sofrer desta enfermidade e inclusive de uma forma muito mais aguda que em outros desportos de combate como o pugilismo, ao contrário do que se supunha. Alguns jogadores ficavam com o cérebro tão afetado que eventualmente cometiam suicídio, o que aconteceu com vários jogadores famosos. O filme Concussion (2015) mostra a história desta descoberta e da posterior dificuldade em que a NFL a aceitar existência dessa condição.
Para se ter uma ideia, um exame neuropatológico descobriu que a causa mortis de Bellini, capitão da Seleção Brasileira de Futebol campeã do mundo em 1958, foi a ETC.
Esta doença pode se manifestar ao fim de 12 a 16 anos das sequelas e tem caráter progressivo, no entanto, não existe uma regra, já que alguns ex-atletas têm menos propensão a desenvolver este mal. A doença ficou muito conhecida com Muhammad Ali, que desenvolveu sintomas parkinsonianos.